# Dynodorcus
Dynodorcus es un género de coleóptero de la familia Lucanidae.

## Especies
Las especies de este género son:
- Dynodorcus antaeus
- Dynodorcus curvidens
  - Dynodorcus curvidens binodulosus
  - Dynodorcus curvidens curvidens
  - Dynodorcus curvidens delislei
  - Dynodorcus curvidens fuscescens
  - Dynodorcus curvidens hopei
  - Dynodorcus curvidens jasmini
  - Dynodorcus curvidens meeki
  - Dynodorcus curvidens palawanicus
  - Dynodorcus curvidens ritsemae
  - Dynodorcus curvidens toraja
  - Dynodorcus curvidens ungaiae
  - Dynodorcus curvidens volscens
- Dynodorcus grandis
  - Dynodorcus grandis formosanus
  - Dynodorcus grandis grandis
  - Dynodorcus grandis moriyai
- Dynodorcus schenklingi